# Frank Pierce
Frank C. Pierce (ur. w kwietniu 1883 w rezerwacie Cattaraugus, zm. 26 lutego 1908 w Irving) – amerykański lekkoatleta, uczestnik igrzysk olimpijskich w Saint Louis w 1904, Seneka. 

## Występy na igrzyskach olimpijskich
Pierce wystartował tylko raz na igrzyskach olimpijskich w 1904. Wziął udział w maratonie. Zmagania biegaczy miały miejsce 30 sierpnia 1904. Pierce nie ukończył biegu.